# Her Friend the Bandit
Her Friend the Bandit és un curtmetratge mut estatunidenc dirigit per Charles Chaplin, Mabel Normand i Keystone Studios estrenada el 1914, produïda pels Keystone Studios protagonitzada per Charles Chaplin i Mabel Normand, que també van codirigir el film. Aquesta i A Woman of the Sea són les pel·lícules perdudes de Chaplin, no existint còpies.

## Argument
Un bandit (Charles Chaplin) es fa passar per comte en el curs d'una recepció que dona Mabel i això provoca tota classe d'embolics i aldarulls.

## Repartiment
- Charles Chaplin: Bandit
- Mabel Normand: Mabel
- Charles Murray: Comte de Beans

## Crítica
Les ressenyes de la pel·lícula de 1914 inclouen el següent:
- Del Lexington Herald a Lexington (Kentucky) (7 de juny de 1914): Her Friend, the Bandit, Keystone. Una de les comèdies més estranyes i més hilarants en una dècada, amb un conglomerat per provocar escenes hilarants."
- De The Oregonian a Portland (Oregon) (14 de juny de 1914): "Els intèrprets de Keystone oferiran Her Friend, the Bandit, una d'aquelles farses preparades que fan riure tothom.